# Тур Мадагаскара
Тур Мадагаскара (фр. Tour de Madagascar) — шоссейная многодневная велогонка, проходящая по территории Мадагаскара с 2004 года.

## История

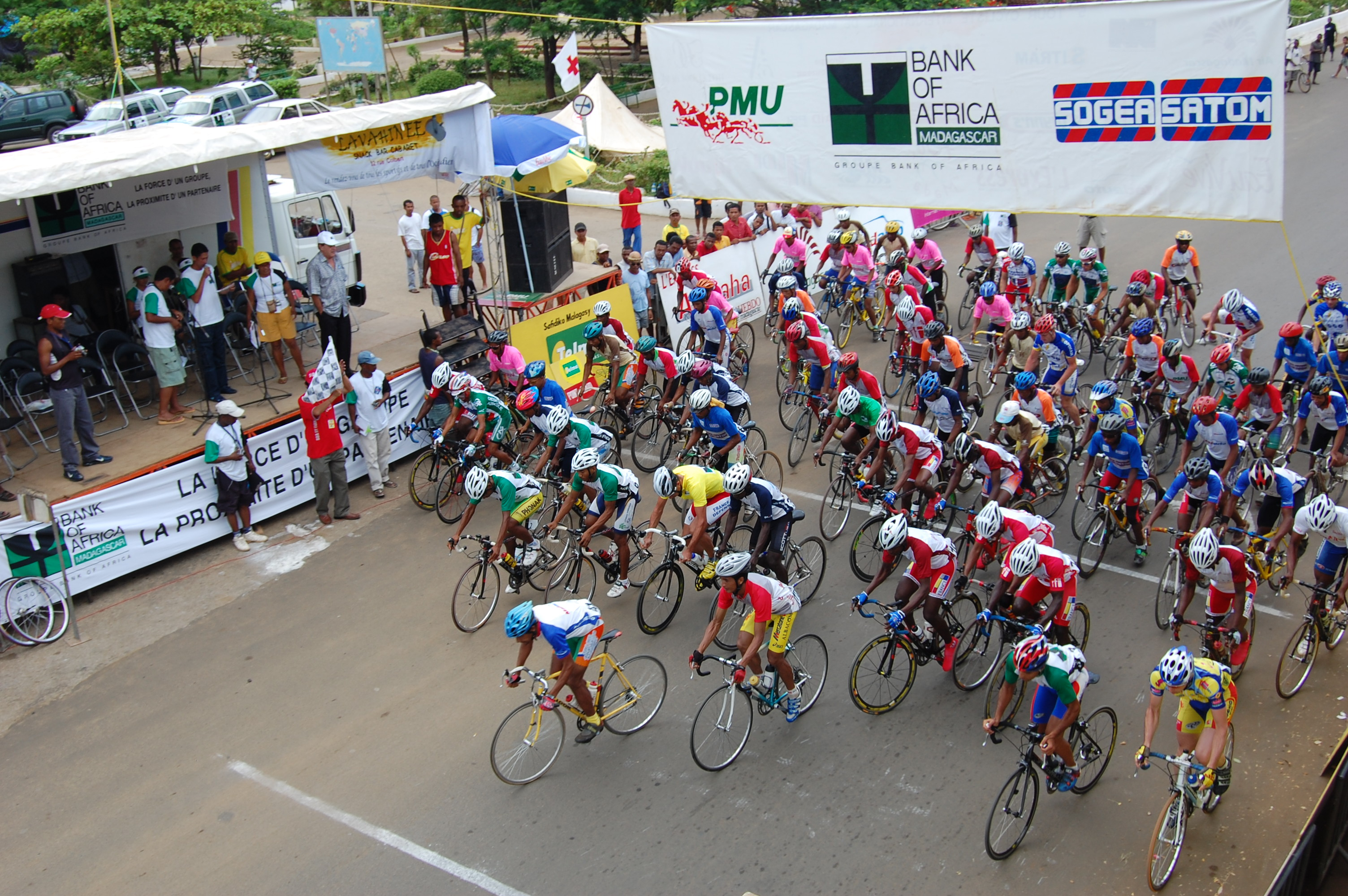
Старт первого этапа в 2008 году

Гонка была создана в 2004 году. Первым её победителем стал 28-летний мадагаскарец Жан Ракотондрасоа, который опередил второго и третьего призёров на 5 и 44 минуты соотвесвенно.
В 2010 и 2011 годах победителем гонки стал местный гонщик Эмиль Рандрианантенаина, а на подиуме отметился француз Медерик Клайн, участник нескольких гранд-туров.
10-е юбилейное издание гонки, прошедшее в 2013 году выиграл бельгиец Ги Смет, а на следующий год победителем стал впервые приехавший на гонку ивуариец Иссьяка Сиссе.
В 2015 году мадагаскарский гонщик Дино Мохамед Холдер, выиграв генеральную классификацию в 18 лет, стал самым молодым её победителем.
Из-за эпидемии чумы на Мадагаскаре осенью 2017 года, на прошедшей в декабре гонке было сокращено число участников. Иностранные команды были представлены тремя гонщиками каждая и усиленые местными велогонщиками. В отсутствии призёра 2015 и победителя 2016 годов француза Венсан Грачик, победу одержал нидерландец Адне ван Энгелен
В 2018 году гонка была отменена из-за президентских выборов.
На следующий, 2019 год гонка прошла в 15-й раз, а весь подиум заняли местные велогонщики.
В 2020 года не состоялись из-за пандемии Covid-19.
В гонке принимают участие команды Анголы, Бенина, Джибути, Бельгии, ДР Конго, Коморских Островов,  Кот-д'Ивуара, Майотты, Реюньона, Франции.
Маршрут гонки проходит по всей территории острова. Дистанция включает от 8 до 12 этапов, с подъёмами на высоты до 1500м.
Организатором гонки выступает Федерация велоспорта Мадагаскара (FCM). Директором является бывший мадагаскский велогонщик Жан-Клод Релаха которому до 2020 года помогал бывший французий велогонщик Франсис Дюкрё. Гонка проводится в рамках национального календаря.

## Призёры
| Год  | Победитель              | Второй                        | Третий                        |          |
| ---- | ----------------------- | ----------------------------- | ----------------------------- | -------- |
| 2004 | Жан Ракотондрасоа       | Мишель Рандрианантенаина      | Эдмонд Ракотоарисон           |          |
| 2005 | Филиппе Ле Перье        | Жан Ракотондрасоа             |                               |          |
| 2006 | Жан Ракотондрасоа       |                               |                               |          |
| 2007 | Микаэль Малле           | Жан Ракотондрасоа             | Эмиль Рандрианантенаина       |          |
| 2008 | Ромен Рамье             | Винсент Альдебер              | Жан Ракотондрасоа             |          |
| 2009 | Фредерик Роу            | Антуан Мабило                 | Людовик Бойер                 |          |
| 2010 | Эмиль Рандрианантенаина | Медерик Клайн                 | Алексис Туртело               |          |
| 2011 | Эмиль Рандрианантенаина | Алексис Туртело               | Медерик Клайн                 |          |
| 2012 | Хасина Ракотонирина     | Седрик Гаснье                 | Алексис Туртело               |          |
| 2013 | Ги Смет                 | Венсан Грачик                 | Жан Ракотондрасоа             |          |
| 2014 | Иссьяка Сиссе           | Роджер Рандрианамбинина       | Томас Дебрабандере            |          |
| 2015 | Дино Мохамед Холдер     | Венсан Грачик                 | Намбининтоа Рандрианантенаина |          |
| 2016 | Венсан Грачик           | Мазони Ракотоаривони          | Нильс ван дер Пейл            |          |
| 2017 | Адне ван Энгелен        | Дарио Антониу                 | Мазони Ракотоаривони          |          |
| 2018 | отменено                | отменено                      | отменено                      | отменено |
| 2019 | Мазони Ракотоаривони    | Намбининтоа Рандрианантенаина | Дино Мохамед Холдер           |          |
| 2020 | отменено                | отменено                      | отменено                      | отменено |